# Hunico
Jorge Arias (El Paso, 5 agosto 1977) è un wrestler statunitense di origini messicane che lotta nel Circuito indipendente con il ringname Cinta de Oro.
Arias è noto per i suoi trascorsi in WWE dal 2011 al 2019, dove ha lottato come Hunico (dal 2012 al 2013) e come Sin Cara (nel 2011 e di nuovo dal 2013 al 2019) dove ha vinto una volta l'NXT Tag Team Championship (con Kalisto).

## Carriera
Nato da genitori emigranti di origine spagnola a El Paso, inizia a lottare con il nome di Incognito nella Burges High School dove vince diversi titoli scolastici. Debutta in messico in CMLL con il nome di Mistico, ma c'era già un altro wrestler che si chiamava così. Quindi, cambia il suo nome in Mystico e successivamente in Mystico de Juarez. Il 2 febbraio 2004, sconfigge Nicho El Millonario laureandosi WWA Middleweight Champion.

### Asistencia Asesoría y Administración (2004–2005)
Ad inizio 2004 inizia a lavorare per l'Asistencia Asesoría y Administración, la federazione rivale della CMLL. Torna ad usare il nome di Incognito e si allena nella scuola della AAA per migliorare ulteriormente. Dal 2005, lascia le federazioni messicane per lavorare in alcuni circuiti indipendenti statunitensi, sfruttando il fatto di essere di origine Texane e, al contrario di alcuni suoi colleghi messicani, sapeva parlare perfettamente l'inglese.

### Total Nonstop Action Wrestling (2006)
Incognito fa il suo debutto negli Stati Uniti partecipando all'edizione 2006 della Total Nonstop Action Wrestling al World X-Cup Tournament. Incognito forma una stable messicana con Shocker, Magno e Puma. L'unico match di Incognito nella World Cup tournament è stato il gautlet match a 16 uomini dove viene eliminato da Sonjay Dutt. Il Team Mexico chiude al terzo posto su quattro team, dietro al Team USA e al Team Canada ma davanti al Team Japan.
Dopo questa apparizione in TNA inizia a lavorare per la National Wrestling Alliance (NWA), dove combatte in coppia con Sicodélico Jr. Partecipano al torneo per decretare i primi NWA World Tag Team Champions ma perdono in finale con Joey Ryan e Karl Anderson in finale. Il match includeva anche la squadra di Billy Kidman e Sean Waltman.

### Chikara (2007–2008)
Il 22 settembre 2007, Incognito debutta nella Chikara, una federazione di Lucha Libre, dove partecipa al 16-man tournament cibernetico. Incognito si unisce alla squadra di wrestler mascherati che però viene sconfitta dalla squadra americana dei Kings of Wrestling. Ritorna nel 2008, vincendo un torneo a 32 uomini, dove sconfigge Helios in finale il 18 maggio 2008.

### Florida Championship Wrestling (2009–2011)
Il 14 dicembre 2009, effettua un try-out per la WWE sotto il nome di Jorge Arias, suo vero nome. Cambia il suo nome in Hunico e forma un tag team con Tito Colon (che durante la partnership assume il nome di Epico). I due vincono gli FCW Florida Tag Team Championship sconfiggendo gli Usos il 3 giugno 2010. Perdono i titoli un mese dopo contro Michael McGillicutty e Kaval, ma li rivincono la sera dopo in un rematch. Il 12 agosto perdono definitivamente i titoli per mano di Johnny Curtis e Derrick Bateman in un three-way match che includeva anche la squadra di Brodus Clay e Donny Marlow.

### WWE (2011–2019)

#### Faida con Sin Cara Azul (2011)
Hunico approda a Smackdown per interpretare Sin Cara ("senza volto" in spagnolo) in quanto Luis Alvirde vero portatore della maschera, è stato sospeso per non aver superato il Wellness Program. Il 12 agosto debutta a SmackDown! sconfiggendo Tyson Kidd.
Nella puntata di SmackDown del 19 agosto, partecipa alla battle royal per decretare lo sfidante di Randy Orton a WWE Night of Champions per il World Heavyweight Championship ma viene eliminato per ultimo da Mark Henry. Il 20 agosto, Alvirde ritorna dalla sospensione. Sei giorni dopo, viene riportato che Alvirde è stato mandato a casa durante i tapings di martedì 24, e ad interpretare Sin Cara è stato nuovamente Hunico, che ha sconfitto Heath Slater.
Il 16 settembre, dopo essersi fatto squalificare per eccessiva violenza contro Daniel Bryan, il vero Sin Cara torna per confrontarsi col "fake" Sin Cara. Nella puntata di SmackDown del 23 settembre il falso Sin Cara interviene nel match fra Daniel Bryan e il vero Sin Cara, prendendo il posto di quest'ultimo e vincendo il match. A Hell in a Cell viene sconfitto dal Sin Cara originale. Nonostante ciò, il feud continua con l'attacco del Black Sin Cara ai danni del vero Sin Cara dopo il match di quest'ultimo contro Alberto Del Rio.
La loro rivalità termina in un Mask vs Mask match nella puntata di SmackDown del 21 ottobre, svoltasi a Città del Messico, dove il Sin Cara originale ha vinto, costringendo 'Black Sin Cara' a smascherarsi.

#### Hunico (2011–2013)

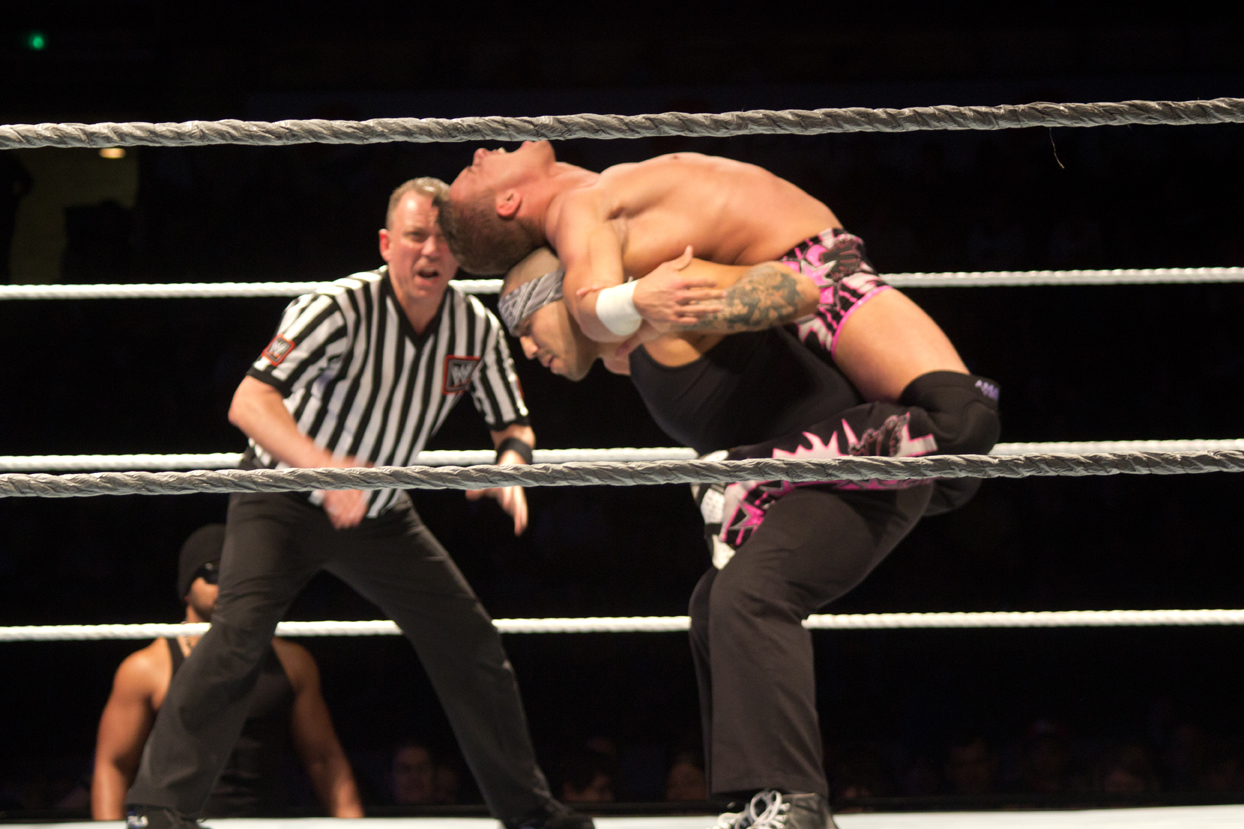
Hunico in un match contro Tyson Kidd.

Nella puntata di SmackDown del 28 ottobre viene intervistato, mostrando il volto scoperto, da Matt Striker, dove rivela che il suo ring name sarà Hunico. Inoltre è pronto a vendicarsi su Sin Cara. Alle Survivor Series 2011 nel tradizionale 5 on 5 Elimination Tag Team Match viene eliminato da Randy Orton nelle battute finali. Nella puntata di Superstars del 15 dicembre, si presenta con un nuovo manager, Camacho, e sconfigge Trent Baretta. A inizio 2012, inizia una faida con Ted DiBiase che vincerà infortunandolo gravemente.Partecipa al Royal Rumble Match 2012 nell'omonimo pay-per-view entrando con il numero 16 ma viene eliminato dalla rientrante Kharma. A No Way Out viene sconfitto da Sin Cara.A Money in the Bank, Hunico e Camacho, vengono sconfitti dai campioni di coppia Kofi Kingston e R-Truth.

#### Ritorno come Sin Cara (2013)
In seguito al licenziamento di Luis Alvirde, ovvero il Sin Cara originale, Arias torna a vestire i panni della gimmick mascherata a partire dalla puntata di Raw del 2 dicembre dove sconfigge Alberto Del Rio. Nella puntata di SmackDown del 20 dicembre batte Drew McIntyre. Nella puntata di Raw del 23 dicembre batte Curtis Axel. Nella puntata di Main Event del 19 febbraio, Sin Cara e i Los Matadores vengono sconfitti dallo Shield. A WrestleMania XXX partecipa alla André The Giant Memorial Battle Royal non riuscendo a vincerla. Nella puntata di SmackDown del 23 giugno viene sconfitto dal debuttante Bo Dallas. Partecipa alla Battle Royal per il vacante Intercontinental Championship a Battleground, poi vinta da The Miz, venendo eliminato da Bo Dallas. Nella puntata di SmackDown dell'8 agosto sconfigge Damien Sandow.

#### The Lucha Dragons (2014–2016)

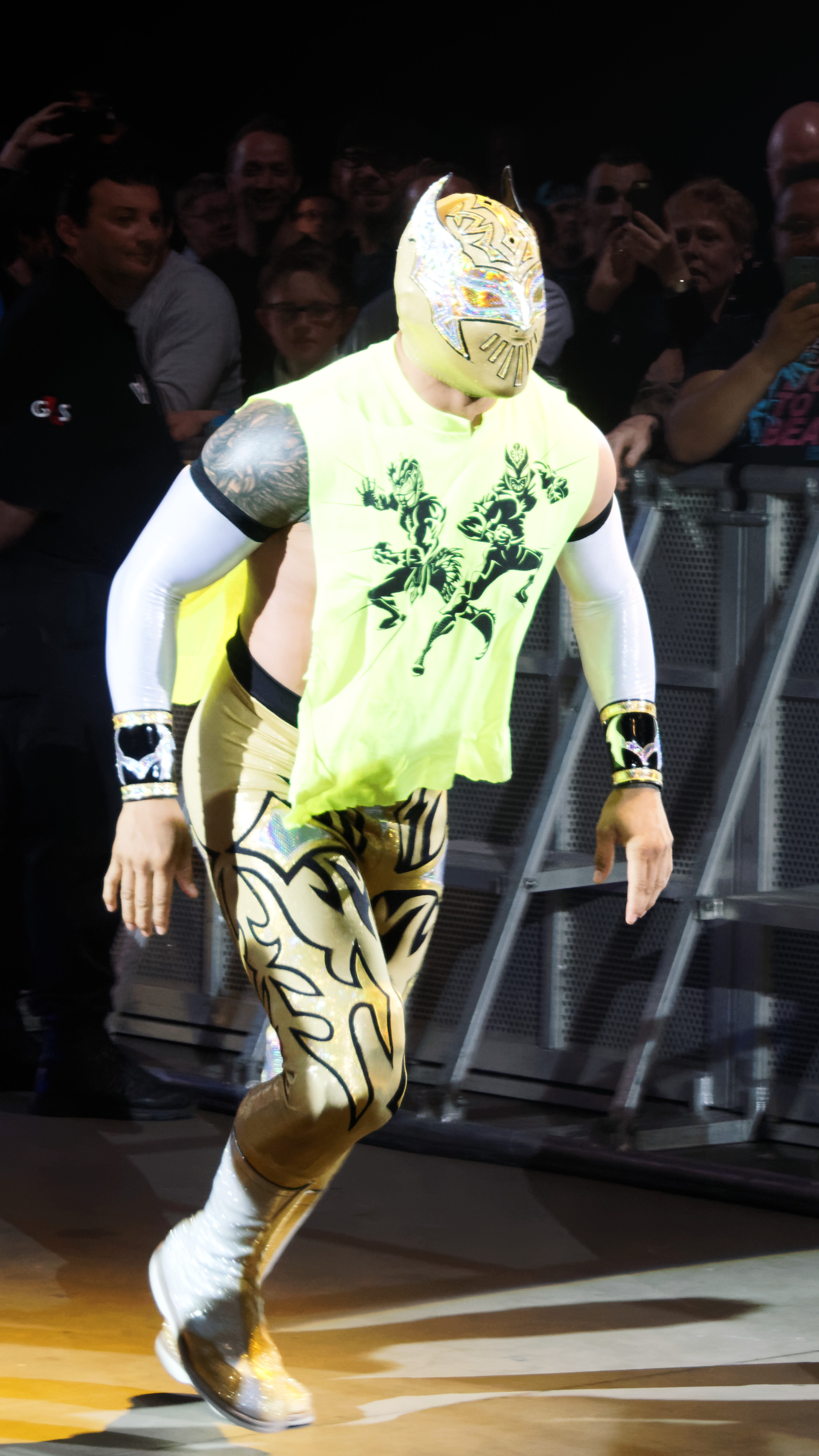
Sin Cara durante un live event nell'aprile del 2015

Dopo che Kalisto (appartenente al roster di NXT) si separa da El Local (anche lui di NXT) annuncia che avrebbe fatto un tag team con Sin Cara (che lotterà negli show del Main Roster a eccezione degli incontri con Kalisto).
Nella puntata di NXT del 24 luglio 2014 Kalisto & Sin Cara fanno il loro debutto come tag team sconfiggendo gli Vaudevillains. A NXT TakeOver: Fatal 4-Way, Sin Cara & Kalisto sconfiggono gli Ascension (Konnor e Viktor) diventando i nuovi NXT Tag Team Champions. Nella puntata di Superstars del 13 novembre, sconfigge Curtis Axel. Nella puntata di SmackDown del 14 novembre, perde contro Bray Wyatt. L'11 dicembre a NXT TakeOver: R Evolution, i Lucha Dragons mantengono i titoli di coppia sconfiggendo i Vaudevillains. Nella puntata di NXT registrata il 15 gennaio 2015, Sin Cara e Kalisto perdono l'NXT Tag Team Championship contro Buddy Murphy e Wesley Blake. Alla Royal Rumble, partecipa al Royal Rumble match con il numero 8 resistendo nella contesa 38 secondi prima di essere eliminato da Bray Wyatt. A NXT TakeOver: Rival, i Lucha Dragons vengono nuovamente sconfitti da Murphy e Blake non riuscendo a conquistare i titoli di coppia. Nella puntata di Main Event del 10 febbraio, viene sconfitto da Cesaro. La settimana successiva, a Main Event, insieme a Kalisto sconfigge Heath Slater e Curtis Axel.
A WrestleMania 31, prende parte alla seconda Battle Royal in onore di André the Giant ma viene eliminato da Cesaro. Nella puntata di Raw successiva al pay-per-view Sin Cara, Kalisto, Big E e Kofi Kingston sconfiggono Cesaro, Tyson Kidd, Konnor e Viktor. La settimana successiva a Raw, i Lucha Dragons sconfiggono i due membri del New Day, Xavier Woods e Big E. Nella puntata di Main Event del 21 aprile, i Lucha Dragons sconfiggono gli Ascension. Nella puntata di SmackDown del 7 maggio, sconfiggono i Los Matadores. Nella puntata di Main Event del 30 giugno, battono Heath Slater e Bo Dallas. Ad Elimination Chamber, i Lucha Dragons prendono parte al primo tag team Elimination Chamber match di sempre per il WWE Tag Team Championship, che viene vinto dai campioni di coppia, il New Day. Nella puntata di SmackDown del 25 giugno, Sin Cara, Kalisto ed i Prime Time Players sconfiggono il New Day e Bo Dallas. I Lucha Dragons riescono sempre a trionfare contro il New Day in match non titolati, fallendo al contrario l'assalto ai titoli in numerose occasioni, come a TLC del 13 dicembre e nella puntata di SmackDown del 22 dicembre. Il 28 dicembre subisce un infortunio alla spalla sinistra a seguito del match contro Big E del New Day. Torna nella puntata di Raw dell'8 febbraio insieme a Kalisto ma i due vengono sconfitti da Rusev e Alberto Del Rio. I Lucha Dragons poi iniziano apertamente una faida con la League of Nations (Alberto del Rio, Rusev, Sheamus e King Barrett). Nella puntata di Raw del 15 febbraio, affiancati da Neville, vengono sconfitti da Del Rio, Rusev e Sheamus. Il 18 febbraio, a SmackDown, questi ultimi trionfano ancora sui Lucha Dragons, questa volta affiancati da Dolph Ziggler. Il 14 marzo a Raw viene sconfitto da Ryback. Per decisione di Stephanie McMahon, prenderà parte al Ladder match per l'Intercontinental Championship assieme al campione Kevin Owens, Sami Zayn, Stardust, The Miz, Zack Ryder e Dolph Ziggler a WrestleMania 32. Nella puntata di Raw del 28 marzo sconfigge, insieme a Ziggler e Zayn, Owens, Stardust e The Miz.

A WrestleMania 32 del 3 aprile Sin Cara ha preso parte al Ladder match per l'Intercontinental Championship ma il titolo è stato vinto da Zack Ryder.

I Lucha Dragons tornano insieme nella puntata di SmackDown del 7 aprile dove affrontano i Vaudevillains (Aiden English e Simon Gotch), loro vecchi avversari ad NXT, al loro match di debutto ma vengono sconfitti. Nella puntata di Raw dell'11 aprile viene indetto un torneo per decretare gli sfidanti al WWE Tag Team Championship detenuti dal New Day: i Lucha Dragons hai affrontato nei quarti di finale i Dudley Boyz (Bubba Ray Dudley e D-Von Dudley) ma, a seguito di un infortunio di Kalisto durante il match (kayfabe), Sin Cara è stato costretto a lottare da solo, venendo però schienato da Bubba Ray Dudley dopo una 3D con D-Von Dudley, causando dunque la sconfitta e l'eliminazione dei Lucha Dragons. Nella puntata di Raw del 2 maggio Sin Cara ha preso parte ad una 20-man Battle Royal per determinare il contendente n°1 allo United States Championship, detenuto dal compagno Kalisto, ma è stato eliminato da Alberto Del Rio. Nella puntata di Raw del 9 maggio sconfigge Rusev tramite roll-up grazie all'intervento di Kalisto. Il 12 maggio a SmackDown, però, Sin Cara viene battuto da Rusev a causa dell'intervento di Lana ai danni di Kalisto. Il 19 giugno nel Kickoff di Money in the Bank i Lucha Dragons hanno trionfato sui Dudley Boyz. Nella puntata di Raw del 18 luglio Kalisto e Sin Cara hanno deciso di separarsi amichevolmente per prendere strade differenti, in vista dell'imminente divisione dei roster del giorno dopo. Quella stessa sera Sin Cara è stato pesantemente sconfitto da Baron Corbin.

#### Competizione singola e divisione dei pesi leggeri diRaw(2016–2017)
Con la Draft Lottery avvenuta nella puntata di SmackDown del 19 luglio, Sin Cara è stato trasferito nel roster di Raw. Nella puntata di Raw dell'8 agosto Sin Cara e Neville hanno sconfitto i Dudley Boyz (Bubba Ray Dudley e D-Von Dudley). Nella puntata di Main Event dell'11 agosto Sin Cara ha sconfitto Jinder Mahal. Nella puntata di Raw del 5 settembre ha sfidato Braun Strowman (il quale nella puntata di Raw del 29 agosto aveva sconfitto e privato della sua maschera il luchador Americo) ma è stato sconfitto per count-out. Nella puntata di Superstars del 16 settembre è stato duramente sconfitto da Braun Strowman. La scena si è ripetuta anche nella puntata di Raw del 19 settembre, dove Strowman ha sconfitto facilmente e in poco tempo Sin Cara. Nella puntata di Raw del 10 ottobre Sin Cara entra a far parte della divisione dei pesi leggeri di Raw e, quella stessa sera, lui e Lince Dorado hanno sconfitto Drew Gulak e Tony Nese. Nella puntata di Superstars del 28 ottobre Sin Cara, Lince Dorado e Cedric Alexander hanno sconfitto Drew Gulak, Tony Nese e Ariya Daivari. La stessa scena si è ripetuta anche il 30 ottobre a Hell in a Cell. Nella puntata di Raw del 7 novembre Sin Cara e Rich Swann hanno sconfitto il WWE Cruiserweight Champion The Brian Kendrick e il debuttante Noam Dar. Nella puntata di Raw del 14 novembre Sin Cara è stato sconfitto da The Brian Kendrick. Nella puntata di Superstars del 25 novembre Sin Cara ha sconfitto Jinder Mahal. Nella puntata di Main Event del 1º dicembre Sin Cara è stato sconfitto da Bo Dallas. La scena si è ripetuta anche nella successiva puntata di Main Event del 9 dicembre. Nella puntata di Raw del 19 dicembre Sin Cara ha affrontato Titus O'Neil ma il match è terminato in un no-contest a causa di Braun Strowman, che ha attaccato senza motivo entrambi. Nella puntata di Main Event del 12 gennaio 2017 Sin Cara e Darren Young sono stati sconfitti dagli Shining Stars (Primo e Epico). Nella puntata di Main Event del 5 febbraio Sin Cara ha sconfitto Bo Dallas. Nella puntata di Main Event del 9 febbraio Sin Cara è stato sconfitto da Rusev. Nella puntata di Main Event del 16 febbraio Sin Cara ha perso contro Jinder Mahal. Nella puntata di Main Event del 24 febbraio Sin Cara è stato sconfitto da Bo Dallas. Nella puntata di Main Event del 3 marzo Sin Cara ha sconfitto da Bo Dallas. Il 2 aprile, nel Kick-off di WrestleMania 33, Sin Cara ha partecipato all'annuale André the Giant Memorial Battle Royal ma è stato eliminato da Mark Henry.

#### Varie faide (2017–2019)
Con lo Shake-up dell'11 aprile Sin Cara venne trasferito nel roster di SmackDown. Nella puntata di SmackDown del 4 luglio Sin Cara partecipò all'Indipendence Day Battle Royal per determinare il contendente n°1 allo United States Championship di Kevin Owens ma venne eliminato da Erick Rowan. Sin Cara tornò, dopo un periodo di assenza, nella puntata di SmackDown del 17 ottobre dove sconfisse lo United States Champion Baron Corbin per count-out in un match non titolato. Dopo aver sconfitto nuovamente Corbin per squalifica e dopo un terzo match conclusosi no-contest, nella puntata di SmackDown del 14 novembre Sin Cara affrontò Corbin per lo United States Championship ma venne sconfitto. L'8 aprile, nel Kickoff di WrestleMania 34, Sin Cara partecipò all'annuale André the Giant Memorial Battle Royal ma venne eliminato da Baron Corbin. Il 27 aprile, alla Greatest Royal Rumble, Sin Cara partecipò al Royal Rumble match a 50 uomini entrando col numero 3 ma venne eliminato da Dolph Ziggler. Il 15 luglio, nel Kick-off di Extreme Rules, Sin Cara venne sconfitto da Andrade "Cien" Almas. Sin Cara tornò poi da un infortunio il 7 giugno 2019, a Super ShowDown, partecipando ad un 50-man Battle Royal ma venne eliminato.
Per effetto del Draft, il 13 ottobre 2019 Sin Cara passò al roster di Raw. Dopo una breve faida con Andrade, il 31 ottobre, a Crown Jewel, Sin Cara partecipò ad una Battle Royal per determinare lo sfidante di AJ Styles per lo United States Championship più avanti nella serata ma venne eliminato da Andrade.
L'8 dicembre 2019, la WWE annunciò ufficialmente il licenziamento di Sin Cara.

### Ritorno nella AAA (2019–2021)
Il 14 dicembre 2019 Arias, dopo aver chiuso il rapporto con la WWE, ha fatto un'apparizione a sorpresa durante l'evento Guerra de Titanes della Lucha Libre AAA Worldwide come Sin Cara salvando Pagano da un attacco e annunciando di tornare nel 2020.
Il 19 aprile nell'edizione del 2020 di De Juarez Para El Mundo, Arias fa il suo primo match come Cinta de Oro (in memoria del suo allenatore Cinta de Oro scomparso nel 2016) insieme a Pagano sconfiggendo Aèreo ed El Hijo del Impostor.
Il 26 maggio 2021 su Twitter Cinta de Oro annuncia di essere un wrestler non appartenente a nessuna federazione.

### Circuito indipendente (2021–presente)
Il 4 ottobre 2021 nelle strade del Messico Cinta de Oro (accompagnato da Alberto El Patron) sconfisse Rayo (accompagnato da Akbar Farar) conquistando così l'International Open Challenge World Championship (IOCW Championship). Il 18 marzo 2022 Cinta de Oro vinse un triple threat match contro Lince Dorado e Penta el Zero M conquistando il vacante Campeonato de Peso Completo de The Crash.

## Personaggio

### Mosse finali

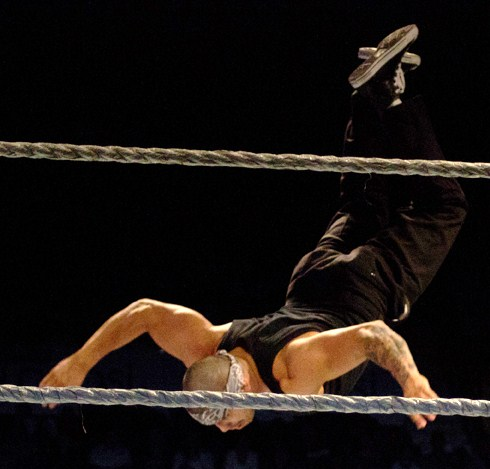
Hunico esegue la Falling Star

- Come Hunico
  - Backbreaker rack seguita da una samoan drop
  - Falling Star (Diving senton bomb)
  - Hunico Special (Leglock) – FCW
- Come Incognito
  - Incognito Special (Leglock)
  - Quebradora (Reverse boston crab)
- Come Sin Cara
  - Dragon Bomb (Diving senton bomb) – 2013–2019
  - Springboard senton bomb seguita da uno Springboard moonsault – 2011
  - Wheelbarrow victory roll su un avversario sulla corda più alta – 2012, 2014–2015

### Musiche d'ingresso
- Ancient Spirit di Jim Johnston (WWE; 2011; 2013–2015)
- Maldición (Curse) di Jim Johnston (WWE; 2011)
- Respeto di Jim Johnston e dei Reychesta Secret Weapon (WWE; 2011–2013; usata in coppia con Camacho)
- Lucha Lucha dei CFO$ (WWE; 2014–2016; usata come membro dei Lucha Dragons)
- Faceless dei CFO$ (WWE/AAA; 2016–2019)

## Titoli e riconoscimenti
- Chikara
  - King of Trios (2008) – con El Pantera e Lince Dorado
  - Rey de Voladores (2008)

- The Crash Lucha Libre
  - The Crash Heavyweight Championship (1)

- Florida Championship Wrestling
  - FCW Florida Tag Team Championship (2) – con Epico

- International Open Challenge World Championship
  - IOCW Championship (3) (attuale)
  - Pro Wrestling Legacy
  - PWL Tag Team Championship (attuale)- con Magno

- Northern Wrestling Federation
  - NWF Heavyweight Championship (1)

- Pro Wrestling Illustrated
  - 93º tra i 500 migliori wrestler singoli nella PWI 500 (2012)

- World Wrestling Association
  - WWA Middleweight Championship (2)

- WWE
  - NXT Tag Team Championship (1) – con Kalisto
  - NXT Tag Team Championship #1 Contender's Tournament (2014) – con Kalisto
  - Slammy Award (1)
    - Double Vision Moment of the Year (edizione 2011) con Sin Cara Azul